# Редутовское сельское поселение
Редутовское се́льское поселе́ние — муниципальное образование в Чесменском районе Челябинской области Российской Федерации. В рамках административно-территориального устройства муниципальное образование  соответствует административно-территориальной единице Редутовский сельсовет.
Административный центр — посёлок Редутово.

## История
В 2004 году муниципальное образование Чесменский сельсовет разделили на муниципальные образования «Редутовский сельсовет», «Тарасовский сельсовет», «Чесменский сельсовет».
Статус и границы сельского поселения установлены Законом Челябинской области от 12 ноября 2004 года № 289-ЗО «О статусе и границах Чесменского муниципального района и сельских поселений в его составе»

## Население
| 2002 | 2010 | 2011 | 2012 | 2013 | 2014 | 2015 |
| ---- | ---- | ---- | ---- | ---- | ---- | ---- |
| 478  | ↘407 | ↘405 | ↘385 | ↗389 | ↘380 | ↗394 |
| 2016 | 2017 | 2018 | 2019 | 2020 | 2021 |      |
| ↘391 | ↘382 | ↘361 | ↗362 | →362 | ↘298 |      |

## Состав сельского поселения
| № | Населённый пункт | Тип населённого пункта          | Население |
| - | ---------------- | ------------------------------- | --------- |
| 1 | Редутово         | посёлок, административный центр | ↘298      |